# Alderney
Alderney (franceză Aurigny; auregnais: Aoeur'gny) este cea mai nordică dintre Insulele Canalului, parte a bailiwick-ului Guernsey, o dependență a coroanei britanice. Are o lungime de 5 km și o lățime de 3 km fiind cea de a treia insulă a canalului ca mărime. Se află la 16 km la vest de La Hague în peninsula Cotentin din Normandia, la 32 km nord-est de Guernsey și la 97 km sud de coasta Angliei, fiind astfel cea mai apropiată insulă a canalului atât de Franța cât și de Regatul Unit. Strâmtoarea care o separă de Cap de la Hague se numește Race of Alderney în engleză sau Le Raz în franceză.

## Geografie

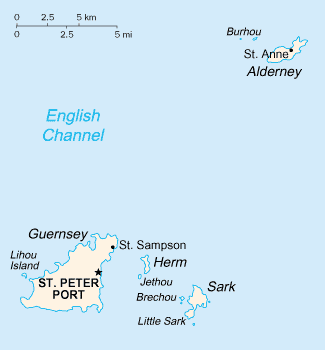
Harta Bailiwick-ului Guernsey. Alderney este în nord-est.

Alderney este similară celorlalte insule ale canalului, formată dintr-un relief stâncos, care se amestecă cu plaje nisipoase și dune de nisip. Are o temperatură moderată, cu ierni blânde și veri răcorooase, însă mai calde  decât în Insulele Britanice. Copacii sunt rari pe insulă, fiind tăiați încă din secolul XVII pentru a alimenta farurile din Alderney și Casquets.
Insula este înconjurată de stânci care de-a lungul timpului au dus la numeroase incidente. Există două curente mareice periculoase de o parte și de cealaltă a insulei, unul în nord între insulă și insula Burhou, la ieșirea din port, și celălalt în est, între insulă și coasta normandă. Insulele vecine sunt Burhou aflată la 2km nord-vest de Alderney, insulă nelocuită și rezervație naturală, insulele Casquets la 13 km nord-vest, un grup de insule stâncoase pe care se află un far și insula Ortac la 5 km vest, colonie de păsări sălbatice.
Pe Alderney se află un aeroport ce oferă curse zilnice către celelalte insule ale canalului și spre Regatul Unit. De asemenea există curse regulate cu vaporul între insulă, Franța și Anglia. Pe insulă există și o cale ferată, singura funcțională din Insulele Canalului. A fost deschisă în 1847 pentru a deservii cariera de piatră de pe insulă și are o lungime de aproximativ 3,5 km de-a lungul coastei. Are în dotare 2 locomotive diesel, un set de 6 vagonașe mici și două vagoane de metrou londonez de tip 1958, numărul 1044 și 1045.

## Sistem politic
Parlamentul insulei se numește States of Alderney și este alcătuit dintr-un președinte ales în mod direct și 10 membri, aleși pe o durată de 4 ani, jumătate dintre ei fiind realeși odată la doi ani. Parlamentul trimite doi membri în parlamentul bailiwick-ului Guernsey.

## Istorie
Istoria insulei este comună cu a celorlalte insule ale canalului. În secolul XIX o serie de fortificații construite și baza militară staționată aici au creat un aflux de emigranți englezi și irlandezi care au dus la anglicizarea rapidă a insulei.
În timpul celui de Al Doilea Război Mondial, Germania Nazistă a ocupat insula, nu înainte ca aproape toată populația să fie evacuată înspre Marea Britanie. Germanii au construit 4 lagăre pe insulă și au folosit mâna de lucru oferită de acestea pantru a fortifica insula. Se estimează la aproximativ 700 numărul deceselor din rândul prizonierilor, înainte de transferul acestora către Germania în 1944. Ulterior facilitățile au fost distruse, dar insula a fost eliberată abia în 16 mai 1945, garnizoana germană staționată aici fiind printre ultimele garnizoane care au capitulat în Europa.
Locuitorii au început să se întoarcă în decembrie 1945 și insula a fost organizată ca o fermă comună, profiturile obținute fiind folosite de guvernul britanic la reconstrucția acesteia. Nemulțumirea populației a dus la crearea legii de organizare a guvernului din Alderney în 1949 care a organizat parlamentul local, sistemul judiciar și pentru prima oară pe insulă a impus taxe.

## Auregnais
Auregnais, Aoeur'gnaeux sau Aurignais a fost dialectul normand vorbit în insulă. Cu toate că actualmente este un dialect dispărut, majoritatea toponimelor de pe insulă sunt de în acest dialect. De asemenea se păstrează și în modul de pronunțare a unor nume de familie. Motivele dispariției sale sunt afluxul de muncitori din Regatul Unit ce au construit portul și alte fortificații, plus garnizoana armatei britanice staționată pe insulă. Încă din 1880 jurnalul din Guernsey, Le Bailliage, remarca faptul că limba nu mai este vorbită între copiii din insulă. Evacuarea populațiai în timpul celui de Al Doilea Război Mondial a fost și ea un factor determinant în pierderea limbii vorbite.
Actualmente limba nu mai este predată în școlile din insulă, iar influxul de imigranți englezi care se stabilesc pe insulă datorită regimului de taxe, nu are un efect pozitiv. Spre deosebire de celelalte insule ale canalului nici limba franceză nu mai este limbă oficială din 1966.